# Volta Limburg Classic 2022
La 47e édition de la Volta Limburg Classic a lieu le 2 avril 2022. Elle fait partie du calendrier UCI Europe Tour 2022 en catégorie 1.1. La course avait été annulée en 2020 et 2021 en raison de la pandémie de Covid-19.

## Équipes
Vingt-trois équipes participent à cette Volta Limburg Classic : trois équipes WorldTour, cinq équipes continentales professionnelles et quinze équipes continentales.
| WorldTeams (3)- Intermarché-Wanty-Gobert Matériaux - Jumbo-Visma - Lotto-Soudal ProTeams (5)- Alpecin-Fenix - B&B Hotels-KTM - Bardiani-CSF-Faizanè - Bingoal Pauwels Sauces WB - Sport Vlaanderen-Baloise Équipes continentales (15)- À Bloc CT - Allinq Continental Cycling Team - BEAT Cycling - Development Team DSM - Geofco Doltcini Matériel-vélo.com - Metec-Solarwatt p/b Mantel - Minerva Cycling Team - Riwal - Saris Rouvy Sauerland Team - Tarteletto-Isorex - Elevate p/b Home Solution Soenens - Lotto-Kern Haus - VolkerWessels Cycling Team - WiV SunGod - XSpeed United Continental |
| |

## Classements

### Classement final
| \| Classement général \| Classement général \| Classement général \| Classement général \| Classement général \| \| Coureur \| Coureur \| Pays \| Équipe \| Temps \| \| ------------------ \| ------------------ \| ------------------ \| ---------------------------------- \| ------------------ \| \| 1er \| Arnaud De Lie \| Belgique \| Lotto-Soudal \| 5 h 04 min 26 s \| \| 2e \| Stefano Oldani \| Italie \| Alpecin-Fenix \| + 1 s \| \| 3e \| Loïc Vliegen \| Belgique \| Intermarché-Wanty-Gobert Matériaux \| + 1 s \| \| 4e \| Jacob Eriksson \| Suède \| Riwal Cycling Team \| + 1 s \| \| 5e \| Kamiel Bonneu \| Belgique \| Sport Vlaanderen-Baloise \| + 3 s \| \| 6e \| Tom Dumoulin \| Pays-Bas \| Jumbo-Visma \| + 12 s \| \| 7e \| Filippo Fiorelli \| Italie \| Bardiani CSF Faizanè \| + 59 s \| \| 8e \| Dries De Bondt \| Belgique \| Alpecin-Fenix \| + 59 s \| \| 9e \| Elmar Reinders \| Pays-Bas \| Riwal Cycling Team \| + 59 s \| \| 10e \| Bart Lemmen \| Pays-Bas \| VolkerWessels Cycling Team \| + 59 s \| |                  |          |                                    |                 |
| |                  |          |                                    |                 |
| Source : ProCyclingStats |                  |          |                                    |                 |
| Classement général |                  |          |                                    |                 |
| Coureur | Coureur          | Pays     | Équipe                             | Temps           |
| 1er | Arnaud De Lie    | Belgique | Lotto-Soudal                       | 5 h 04 min 26 s |
| 2e | Stefano Oldani   | Italie   | Alpecin-Fenix                      | + 1 s           |
| 3e | Loïc Vliegen     | Belgique | Intermarché-Wanty-Gobert Matériaux | + 1 s           |
| 4e | Jacob Eriksson   | Suède    | Riwal Cycling Team                 | + 1 s           |
| 5e | Kamiel Bonneu    | Belgique | Sport Vlaanderen-Baloise           | + 3 s           |
| 6e | Tom Dumoulin     | Pays-Bas | Jumbo-Visma                        | + 12 s          |
| 7e | Filippo Fiorelli | Italie   | Bardiani CSF Faizanè               | + 59 s          |
| 8e | Dries De Bondt   | Belgique | Alpecin-Fenix                      | + 59 s          |
| 9e | Elmar Reinders   | Pays-Bas | Riwal Cycling Team                 | + 59 s          |
| 10e | Bart Lemmen      | Pays-Bas | VolkerWessels Cycling Team         | + 59 s          |

### Classements UCI
La course attribue aux coureurs le même nombre des points pour l'UCI Europe Tour 2022 et le Classement mondial UCI.
| Position           | 1er | 2e | 3e | 4e | 5e | 6e | 7e | 8e | 9e | 10e | 11e | 12e | 13e à 15e | 16e à 25e |
| Classement général | 125 | 85 | 70 | 60 | 50 | 40 | 35 | 30 | 25 | 20  | 15  | 10  | 5         | 3         |